# Jüdische Gemeinde Mannheim

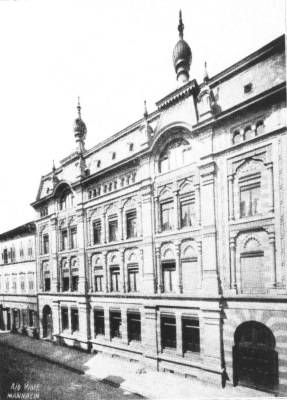
Lemle-Moses-Klaussynagoge in Mannheim von 1708 (um 1900)

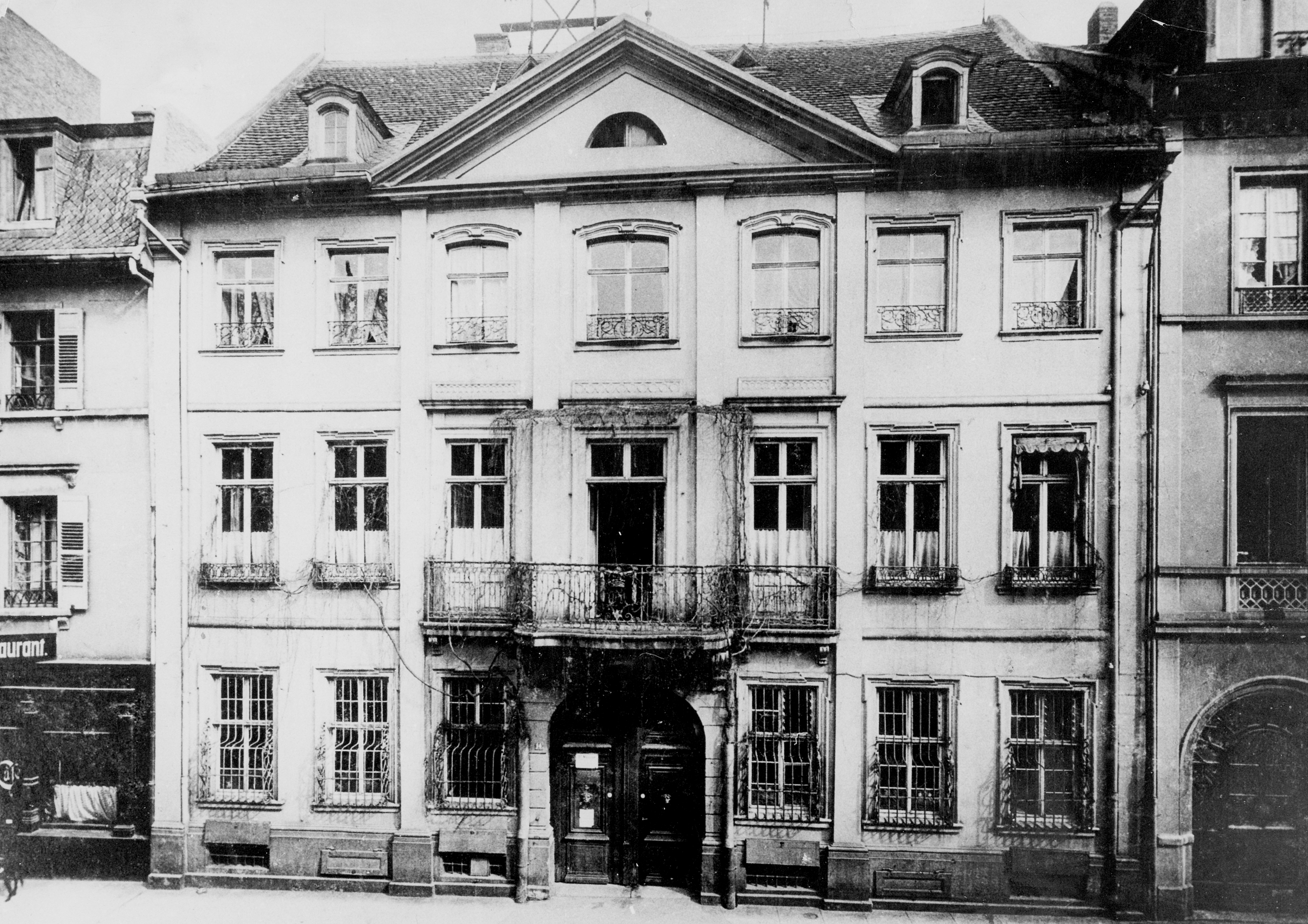
Bankhaus Ladenburg in Mannheim im Jahr 1907

Mannheimer Hauptsynagoge von 1855 (Lithografie von Jakob Ludwig Buhl)

Israelitisches Kranken- und Pfründnerhaus in Mannheim (ab 1877)

Die Jüdische Gemeinde Mannheim ist eine Kehillah, die seit der Mitte des 17. Jahrhunderts in Mannheim (Baden-Württemberg) existiert.

## Historische Entwicklung

### 1650–1700
In Mannheim wurden erstmals im Jahr 1652 fünf jüdische Familien aus Pfeddersheim in der Stadt aufgenommen, um 1660 schon die erste Synagoge gebaut und 1661 der jüdische Friedhof angelegt. Die erste Ansiedlung wird in Artikel 10 der ersten Mannheimer Judenkonzession vom 1. September 1660 ausdrücklich erwähnt, die von Kurfürst Karl I. Ludwig für die deutschen Juden erlassen wurde und in einem 13 Punkte umfassenden Programm die Rechte und Pflichten der bereits ansässigen und noch zuziehenden deutschen Juden regelte. Ihnen wurden dadurch vergleichsweise weitgehende Freiheiten eingeräumt und sie den Stadtbürgern gleichgestellt. Nur wenige Jahre später wurde diese Siedlung – wie die ganze Stadt – während des Pfälzischen Erbfolgekrieges im März 1689 von den Franzosen zerstört.

### 1700–1800
Die Einwohner flohen und die Neubesiedlung begann erst etwa zehn Jahre später um 1700, als auch bereits wieder eine neue Synagoge eingeweiht werden konnte. Die Erforschung der Herkunft der zugewanderten Juden gestaltet sich schwierig, da Juden keine einheitlichen Familiennamen trugen und sie ohnehin meistens von Generation zu Generation in wechselnden Orten leben mussten, insbesondere wenn den Söhnen der Kauf bzw. die Erneuerung des Schutzbriefes („Schutzjude“) und damit das zeitlich begrenzte Aufenthaltsrecht in ihrer Geburtsstadt verwehrt wurde.
Die Zuwanderung jüdischer Familien nach Mannheim um 1700 wurde hier insbesondere durch die Konzession vom 31. Oktober 1698 ermöglicht, mit der Kurfürst Johann Wilhelm (regierte 1690–1716) die bisherige Höchstzahl jüdischer Familien von 84 auf 150 heraufsetzte. Außer dem Kapital zum Bau eines Hauses verlangte er auch den Besitz von mindestens 1000 Talern, um möglichst nur die Ansiedlung wohlhabender Juden zu fördern. Andererseits war es aber – auf Druck der christlichen Mitbürger – den Juden per Kleiderordnung durch den Mannheimer Stadtrat von 1717 verboten, diesen Wohlstand auch öffentlich zu zeigen. „Das Tragen kostbarer Kleider und Mäntel von Damast und Seide“ wurde ihnen untersagt, obwohl sie „in den vornehmsten Straßen die schönsten Paläste und Häuser bewohnten und ihre Hochzeiten mit dem größten Pomp feierten.“ Die meisten Familien kamen erst Mitte des 18. Jahrhunderts in die Stadt, zumal Kurfürst Karl III. Philipp (regierte 1716–1742) am 23. Mai 1717 die Höchstzahl jüdischer Familien auf 200 steigerte – etwa ein Achtel der Gesamtbevölkerung – und die Verlegung der Residenz nach Mannheim im Jahr 1720 der unter den Kriegsfolgen noch immer leidenden Stadt neuen wirtschaftlichen Aufschwung gab.
So kam beispielsweise auch der Stammvater der Fabrikanten-Familie Mayer, Elias Hayum um 1740 aus Stuttgart nach Mannheim und die später so genannte Familie Ladenburg, Inhaber des Bankhauses Ladenburg, der auch Mannheims Ehrenbürger Carl Ladenburg angehörte, kam 1760 aus Ladenburg, einem Nachbarort Mannheims.
Schon um 1750 gab es in Mannheim 18 jüdische Hoffaktoren. 1780 gehörte Mannheim, auch das „deutsche Jerusalem“ genannt, mit Frankfurt am Main, Hamburg, Fürth in Bayern, Zülz (Kreis Neustadt, Oberschlesien) und Glogau (Niederschlesien) zu den einzigen Städten mit jeweils über 1000 jüdischen Gemeindemitgliedern.

### 1800–1900
1809 wurde durch staatliches Edikt des Großherzogtums Baden „die Judenschaft“ Badens erstmals als korporierte Religionsgemeinschaft mit ihrem obersten Organ „Oberrath“ verfasst; wie auch die badischen jüdischen Gemeinden, diese sind dem Oberrat „unterstellt“. 1809 lebten nach einer amtlichen Zählung genau 1095 jüdische Bürger in Mannheim. Um 1830 lag ihr Anteil bei etwa 7 % der Gesamtbevölkerung (20.000 Einwohner), wovon etwa zwei Drittel im Handel tätig waren. Überhaupt hatten am wirtschaftlichen Aufschwung Mannheims im 19. Jahrhundert gerade die jüdischen Einwohner beträchtlichen Anteil: Jüdische Tuch-, Eisen-, Getreide- und Tabakhandelsfirmen entstanden, Zigarrenfabriken – siehe Gottschalk Mayer (1761–1835) und seine „Gebr. Mayer Zigarrenfabriken“ – und Brennereien wurden eröffnet, das Bankhaus Ladenburg finanzierte zahlreiche Industrieprojekte. Weltruf genossen der 1838 gegründete Verlag von J. Bensheimer (rechts- und staatswissenschaftliche Literatur) und die Rheinische Gummi- und Celluloid-Fabrik der Gebrüder Bensinger.
1827 entstand das Bezirksrabbinat Mannheim, das nur die jüdische Stadtgemeinde Mannheim umfasste.
1875 wurden 3943 jüdische Einwohner in Mannheim gezählt, entsprechend 6,6 % der gesamten Einwohnerschaft. Das Mannheimer Judentum spielte eine bedeutende Rolle in allen Bereichen des städtischen Lebens, unter anderem durch verschiedene Stiftungen, mit denen einige Einrichtungen finanziert oder großzügig ausgestattet werden konnten wie das Herschelbad, die städtische Kunsthalle, das Reiß-Museum und die Stadtbibliothek.

### Seit 1900

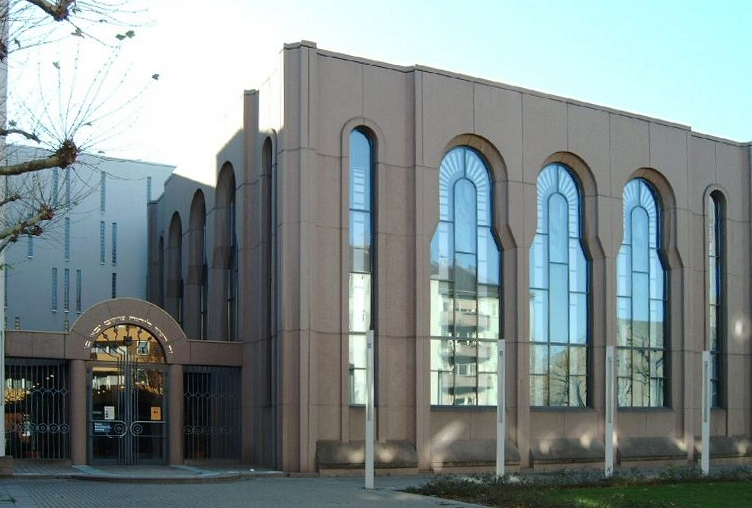
Die neue Synagoge

Mit 6972 Mitgliedern war die israelitische Glaubensgemeinschaft in Mannheim 1925 zahlenmäßig die stärkste in Baden. Auch am urbanen Aufschwung der Stadt nahm die jüdische Gemeinde seit Anfang des neunzehnten Jahrhunderts einen gleichwertigen Platz neben den christlichen Religionsgemeinschaften ein. Die Namen von Juden verbanden sich mit führenden Industrieunternehmen, bedeutenden sozialen und kulturellen Stiftungen und fanden sich in politischen Gremien von der gemeindlichen Selbstverwaltung bis in den Reichstag.

#### Generelle Stimmung in Mannheim um 1930
Die Stimmung in Mannheim war aufgrund der Mannheimer Gesellschaftsstruktur (ein großer Teil der Bevölkerung stammte aus dem Arbeitermilieu) generell nicht sehr antisemitisch. Daher wurde durch die Nationalsozialisten im nordbadischen Raum die administrative Seite der Verfolgung stärker betont. Jedoch fanden auch „wilde“ Methoden statt, wie man z. B. an der Verdrängung der Juden aus dem Geschäftsleben erkennen kann.

#### Entwicklung der Mannheimer Juden nach der Machtergreifung der Nationalsozialisten
Die Gemeinde reagierte gewappnet. Jedoch gab es im Gemeindeblatt keinen besonderen Hinweis auf dieses bedeutende Ereignis. Erst nach Erlass der Anti-Juden-Gesetze fand sich dort erste Kritik. Im Inneren litt die Gemeinde von Anfang an. Sie begannen sich eine „jüdische Welt“ zu errichten, mit eigenen Schulen, eigenem Seniorenheim und Krankenhaus.
Zur Versorgung der Juden ohne Einkommen wurden Vereine gegründet.

#### Novemberpogrome 1938
Während der Novemberpogrome 1938 (9./10. November) wurde die Mannheimer Synagoge gesprengt und die Feudenheimer Synagoge in Brand gesteckt. Geschäfte sowie Wohnungen von Juden wurden geplündert und deren Habe verbrannt. Führende Gemeindemitglieder flohen, oder wurden nach Dachau deportiert.

#### 1940 – Zu den Deportationen nach Gurs
Nach der Eroberung Frankreichs am 2. August 1940 gingen das Elsass an Gauleiter Robert Wagner (Gau Baden) zur Bildung eines neuen Gaus „Oberrhein“ und Lothringen an Josef Bürckel (Gau Saarpfalz) zur Bildung eines neuen Gaus „Westmark“. Im Rahmen der Waffenstillstandsvereinbarung mit Frankreich am 22. Juni 1940 war vereinbart worden, dass alle französischen Juden aus den deutschen Besatzungsgebieten in das Landesinnere von Frankreich deportiert werden sollten. Bis Mitte September 1940 wurden so über 23.000 Franzosen aus den besetzten Gebieten deportiert. Anlässlich einer Besprechung der beiden Gauleiter in der Reichskanzlei am 25. September 1940 forderte Hitler sie auf, dafür zu sorgen, ihre Gebiete „judenfrei“ zu machen. Beide beschlossen, in einer konzertierten Aktion die Deportationen auch auf die im Reichsgebiet lebenden Juden auszudehnen. So wurden im Rahmen der „Wagner-Bürckel-Aktion“ die letzten in Mannheim und der ganzen Umgebung lebenden Deutschen jüdischen Glaubens am 22. Oktober 1940 von Kripo-Beamten (Gestapo) abgeholt, in Sammellager nach Heidelberg, Mannheim und Karlsruhe gebracht und in sieben Zügen über Belfort nach Gurs im besiegten Frankreich deportiert. Nur wenigen gelang von dort die Flucht. Viele starben an Hunger und Krankheiten. Im August 1942 wurden von dort Zugtransporte in die Gaskammern der SS in Auschwitz und Lublin-Majdanek zusammengestellt.

#### Leben der jüdischen Gemeinde nach Zusammenbruch der eigentlichen Gemeinde
Krankenhaus und Altersheim waren kostspielig, aber für die Gemeinde von steigender Bedeutung. Das Krankenhaus wurde jedoch 1941 beschlagnahmt und das Altenheim wurde kurz darauf infolge von Deportationen geschlossen. Bis 1940 gelang rund 4000 Juden die Emigration bzw. Flucht ins Ausland. 2300 Menschen aus dem jüdischen Kulturkreis fielen in Mannheim dem Nationalsozialismus zum Opfer. Von den vor der Machtergreifung 1244 jüdischen Betrieben blieben bis zum 1. März 1939 noch 64 übrig, d. h., sie waren noch rentabel, bzw. noch nicht „arisiert“.

#### Nach 1945

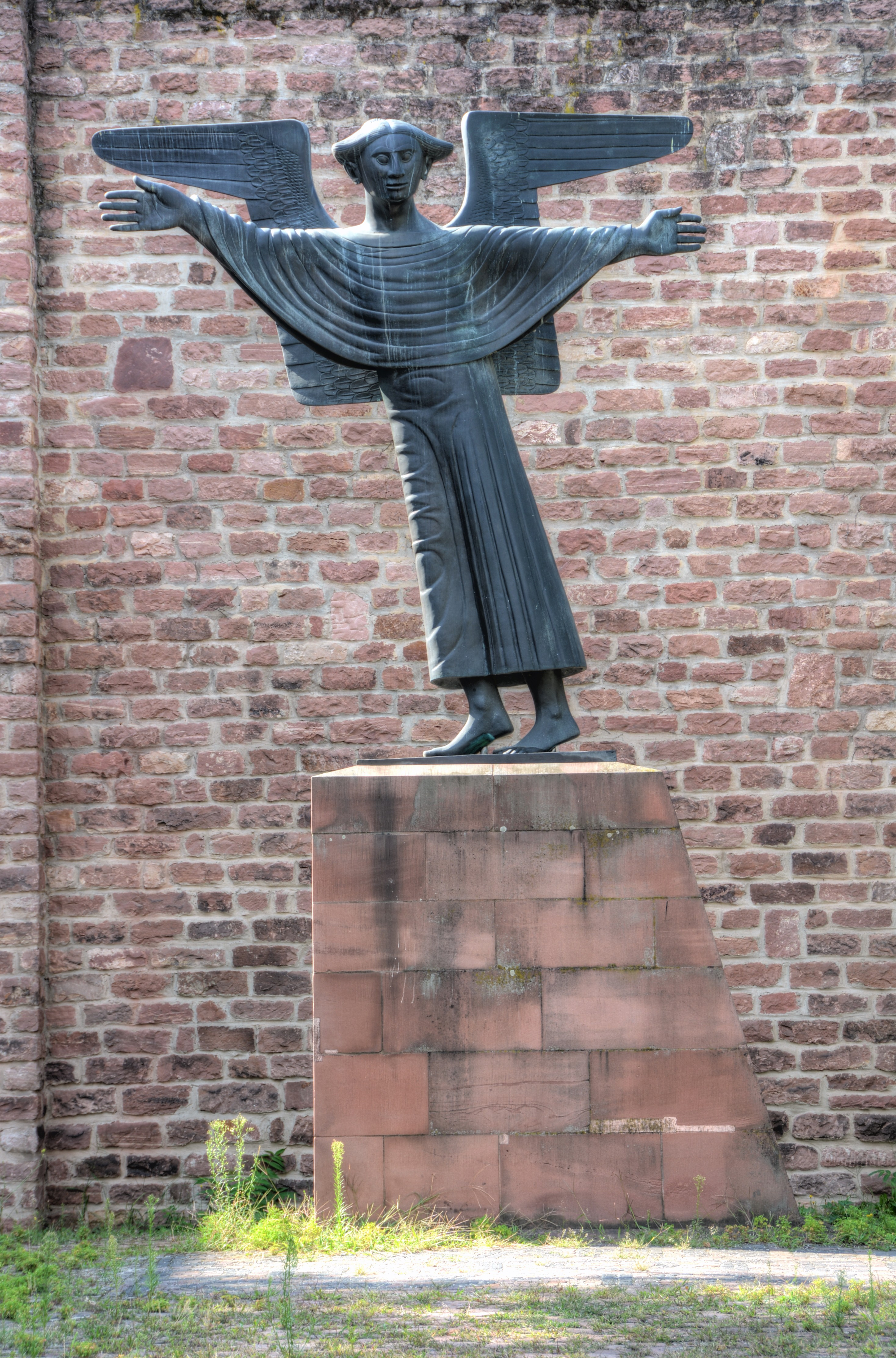
Mannheimer Friedensengel

Die Wiedergründung der jüdischen Gemeinde nach der nationalsozialistischen Verfolgung erfolgte im Oktober 1945 mit nur 120 Mitgliedern. Darunter waren in Mannheim lebende Displaced Persons sowie 47 Rückkehrer des letzten Transports in das KZ Theresienstadt. Ihr Gemeindezentrum und die Synagoge befanden sich damals im ehemaligen jüdischen Waisenhaus in R 7, 24.
Als 1952 ein Friedensengel errichtet wurde, war die Aussage des Gedenkens noch sehr strittig. Der damalige Oberbürgermeister Hermann Heimerich (1885–1963) wollte damit für die Bevölkerung einen Ort öffentlicher Trauer und gemeinschaftlichen Gedenkens schaffen. Das Denkmal sollte zur Versöhnung der in der Frage des Umgangs mit der Vergangenheit gespaltenen Nation beitragen. Die vom Bildhauer Gerhard Marcks geschaffene und in Anwesenheit von Bundeskanzler Konrad Adenauer am Volkstrauertage eingeweihte Plastik wurde schließlich im Mai 1983 von ihrem prominenteren Standort in B 4 im Schatten der Jesuitenkirche nach E6 verlegt.
Mitte der 1950er Jahre konnte die Jüdische Gemeinde einen neuen Betsaal in der Maximilianstraße erstellen, der 1957 geweiht wurde. Dabei handelte es sich um den zweiten Synagogenneubau im deutschen Südwesten nach dem Holocaust. Die Verwirklichung des Projekts hatte der ehemalige Oberbürgermeister Hermann Heimerich wesentlich gefördert. 1987 wurde schließlich die neue Mannheimer Synagoge eingeweiht. In den Mannheimer Planken wurde 2003 ein Mahnmal errichtet. Auf dem Glaskubus sind in Spiegelschrift die Namen der jüdischen Opfer des Nationalsozialismus in Mannheim angebracht. Der Kubus selbst wurde schräg aufgestellt, so dass er auf den Mittelpunkt des Paradeplatzes weist. 2012 hatte die Gemeinde etwa 500 Mitglieder.

## Kantoren
- von 1922 bis 1938: Hugo Chaim Adler[6]
- 1977, 1978, 1979, 1980: Gerald Rosenfeld[7][8][9][10]
- von 1985 bis 31. März 2014: Raffaele Polani[11]
- von April 2014 bis 31. März 2017: Moshe Hayoun[12]
- seit April 2017: Amnon Seelig[13]

## Jüdische Persönlichkeiten in Mannheim
- Isaac Brilin (1628–1678), erster Rabbi (1671–1678)
- Friedrich Julius Bensinger (1841–1891), Unternehmer, Mitbegründer der Rheinischen Hartgummi-Waaren-Fabrik
- Adolf Bensinger, Unternehmer, Mitinhaber, der Rheinischen Gummi- und Celluloidfabrik, Kunstsammler
- Carl Bensinger, Unternehmer, Mitinhaber, der Rheinischen Gummi- und Celluloidfabrik
- Familie Ladenburg, jüdische Bankiersfamilie
- Bernhard Kahn (1827–1905), Stadtrat, durch dessen Erbe die Lesehalle entstand
- Bernhard Herschel (1837–1905), Tabakgroßhändler, Stifter des Herschelbades
- Viktor Lenel (1838–1917), Industrieller, Präsident der Industrie- und Handelskammer
- Hermann Levi (1839–1900), Dirigent, Pianist, Komponist
- Konrad Clemm (1854–1930), Jurist, Landeskommissär in Baden
- Helene Hecht (1854–1940), Salonière, Wohltäterin, u. a. der ersten Lesehalle in Deutschland (gestorben während der Deportation)
- Adelbert Düringer (1855–1924), Jurist, Reichstagsabgeordneter
- Henry Morgenthau senior (1856–1946), US-Politiker und Geschäftsmann
- Nathan Stein (1857–1927 in Mannheim), Landgerichtspräsident
- Fritz Noetling (1857–1928), Geologe, Indologe und Paläontologe
- John Gustav Weiss (1857–1943), badischer Landtagsabgeordneter
- Max Hachenburg (1860–1951 in Berkeley), Rechtsanwalt und Rechtspublizist, Ehrenbürger Mannheims
- Franz Böhm (1861–1915), Jurist, Großherzoglich Badischer Minister des Kultus und Unterrichts
- Richard Lenel (1869–1950), Industrieller, Präsident der Industrie- und Handelskammer 1920–23
- Julius Moses (1869–1945), Arzt und Heilpädagoge, Schulreformer
- Ludwig Landmann (1868–1945), erster Stadtsyndikus Mannheims, Oberbürgermeister von Frankfurt am Main 1924–1933, NS-Opfer
- Ludwig Frank (1874–1914), Rechtsanwalt und Mitglied des Reichstags (SPD)
- Eugen Jizchak Neter (1876–1966), Kinderarzt, Gründer Fröbelseminar, Vorsitzender der jüdischen Gemeinde Mannheims bis zur Deportation der Krankenhausbewohner 1940 in das Internierungslager Gurs
- Pauline Maier (1877—ermordet 1942), Krankenschwester u. Oberin in Mannheim
- Fritz Cahn-Garnier (1889–1949), Oberbürgermeister von Mannheim, Finanzminister von Württemberg-Baden
- Max Silberstein (1897–1966), Staatsanwalt, Richter, KZ-Überlebender, später Präsident des Landgerichts Mannheim und des OLG Karlsruhe
- Max Grünewald (1899–1992), Rabbiner
- Karl Richter (1910–2005), Rabbiner 1938–1939
- Paul Eppstein (1902–1944), Soziologe, Leiter der Volkshochschule Mannheim, NS-Opfer
- Max Diamant (1908–1992), Journalist, sozialdemokratischer bzw. sozialistischer Parteifunktionär und Gewerkschafter
- Nathan Peter Levinson (1921–2016), Rabbiner und jüdischer Militärseelsorger